# Aoife McArdle
Aoife McArdle (geboren im 20. Jahrhundert in Omagh, Nordirland) ist eine nordirische Regisseurin und Drehbuchautorin. Sie dreht Musikvideos, Werbespots, Spielfilme und Fernsehserien.

## Leben und Werk
McArdle wuchs im nordirischen Omagh auf und ging dort auf eine Klosterschule für Mädchen. Schon sehr früh, nach eigenen Angaben im Alter von sieben Jahren, wollte sie Filme machen. Als prägenden Eindruck aus dieser Zeit nennt sie Taxi Driver und Paris, Texas, die sie von ihren Eltern gezeigt bekam. McArdle nennt des Weiteren französische, japanische und südkoreanische Indie-Filme und Regisseuren wie Robert Bresson, Bruno Dumont, Leo Carax, Beat Takeshi und Lee Chang-dong als prägend.
McArdle studierte Englische Literatur und Filmwissenschaften am Trinity College in Dublin. Später machte sie ihren Master in Film & Fernsehproduktion an der Bournemouth Universität. Als sie in 2005 nach London zog, begann ihre Zeit als Filmemacherin und Musikvideo-Regisseurin.

## Filmographie
McArdle drehte Musikvideos für Coldplay, U2, Bryan Ferry, Jon Hopkins, James Vincent McMorrow, Bloc Party, Test Icicles, Clock Opera, Simian Mobile Disco, Anna Calvi und Little Comets. Auch durch viele Werbespots wurde sie für ihren speziellen Stil bekannt. Sie drehte unter anderem für Playstation, Nike, Toyota, Absolut, Audi, Under Armour, Honda, Samsung, Electric Ireland, Safer Scotland und GQ Magazin.

### Filme
- 2013: Beyond the Fervent Heat, Kurzfilm
- 2013: Italy, Texas, Kurzfilm
- 2018: Kissing Candice, Spielfilm

### Fernsehserien
- 2020: Brave New World (2 Episoden)
- 2022: Severance (3 Episoden)